# Tossal d'en Rúbio
El Tossal d'en Rúbio o Tossal del Rúbio és una muntanya de 308 metres que es troba al terme municipal del Perelló, a la comarca catalana del Baix Ebre.

## Particularitats
Forma part d'una prolongació vers l'est del Massís de Cardó i es troba molt a prop d'el Perelló.
Al cim podem trobar-hi un vèrtex geodèsic (referència 253151001).